# Чёрно-пегий турман
Чёрно-пегий турман — порода голубей, выведенная в начале XIX века в областях Центральной России.

## История
Демонстрация короткоклювых турманов с сорочьим рисунком в России на выставках и конкурсах началась в 1890 году. Первый стандарт на чёрно-пегих турманов был утвержден в конце 1912 года.

## Полет
Летают птицы большими кругами и довольно высоко, совершая в полёте кувырки с потерей высоты и последующим стремительным подъёмом.

## Стандарт на чёрно-пегих турманов

### Общий вид
Голубь средней величины (длина птицы 34-36 см).

### Расовые признаки
- Голова: небольшая, довольно сухая, кубовидная или округлая
- Лоб: высокий, круто спускающийся
- Глаза: тёмные, крупные, выпуклые
- Веки: белые, нежные, развилистые
- Клюв: белый, короткий, толстый, слегка изогнут вниз, красиво посаженный
- Шея: длинная, пропорциональная
- Корпус: удлинённый, в плечах относительно широкий
- Крылья: длинные, концы их находятся ниже хвоста
- Хвост: должен состоять не менее чем из 12 перьев, слегка распущен и приподнят.
- Ноги: короткие, голые
- Оперение: чёрно-белый с сорочьим рисунком.

### Цвет и рисунок
Брови, щёки и подклювье, крылья, брюшко и бёдра с пахами белые; подхвостье чёрное или белое. Голова, шея, грудь, спина и хвост чисто-чёрного цвета (вороного крыла) с зеленоватым оттенком на шее.

### Варианты
Стандартом предусматриваются варианты бесчубых (гладкоголовых) и чубатых. Чуб расположен ниже затылка (желательно от уха до уха).